# Growing Up Live
Growing Up Live är en konsertfilm av Peter Gabriel från 2003, inspelad under Growing Up-turnén.

## Låtlista
Alla låtar är skrivna av Peter Gabriel.
1. "Here Comes the Flood" – 8:37
2. "Darkness" – 8:39
3. "Red Rain" – 6:14
4. "Secret World" – 9:06
5. "Sky Blue" – 7:47
6. "Downside Up" – 7:36
7. "The Barry Williams Show" – 9:19
8. "More Than This" – 6:09
9. "Mercy Street" – 7:39
10. "Digging in the Dirt" – 7:36
11. "Growing Up" – 6:14
12. "Animal Nation" – 8:12
13. "Solsbury Hill" – 4:45
14. "Sledgehammer" – 4:59
15. "Signal to Noise" – 9:39
16. "In Your Eyes" – 11:34
17. "Father, Son" – 6:15

## Personnel
- Peter Gabriel – sång, keyboard
- Richard Evans – gitarr, mandolin, whistles, körsång
- Melanie Gabriel – sång och körsång
- Tony Levin – bas, körsång
- Ged Lynch – trummor, slagverk
- David Rhodes – gitarr, körsång
- Rachel Z – keyboard, körsång

Gäster
- The Blind Boys of Alabama – sång under "Sky Blue".
- Sevara Nazarkhan – sång
- Toir Kuziyev - doutar (långhalsad oud)